# Kasteel van Sombreffe
Het kasteel van Sombreffe (Frans: Château de Sombreffe) is een middeleeuws kasteel gelegen in Sombreffe in de provincie Namen. De oorsprong ervan gaat terug tot de dertiende eeuw. Het kasteel is geclassificeerd in de categorie van Belangrijkste Erfgoed van Wallonië.

## Geschiedenis
Het kasteel was oorspronkelijk een fort in de verdedigingslinie van het hertogdom Brabant, zoals ook Kasteel van Corroy-le-Château, Gembloers, Opprebais en Walhain). In de dertiende eeuw was het een eenvoudige donjon die toebehoorde aan de heren van Orbais. In de loop van de eeuw wordt deze omringd door een niet afgewerkte ringmuur. Later volgt een tweede ringmuur en de noordelijke donjon gebouwd uit zandsteen.
Van 1446 tot 1543 was het kasteel van de familie Vernembourg nadien van de families Culemborg, Lalaing, Ligne, Oignies en ten slotte De Lannoy.
Aan het einde van de zestiende eeuw werd het bovenste deel van de centrale toren, het herenhuis, getroffen door brand. In het begin van de zeventiende eeuw werd de toren herbouwd in baksteen.
In het midden van de achttiende eeuw werd naast de centrale toren een nieuw herenhuis gebouwd door graaf Eugene de Lannoy de Motterie, de toenmalige militaire gouverneur van Brussel.
De agrarische gebouwen zijn in de negentiende eeuw aan het kasteel toegevoegd.